# 国会图书馆图书分类法
美国國會圖書館图书分类法（英語：Library of Congress Classification）是美國國會圖書館使用的图书分类法，現時為不少歐美大學圖書館所採用，它用了26個英文字母其中的21個作分類代碼，其中的I、O、W、X、Y並未被使用，比0-9的數字代碼可以達成更仔細的分類。根據美國國會圖書館網站介紹，此一分類法的首次採用於約19世紀末期至20世紀初期，故此一分類法已有百年以上歷史。

## 代碼的意思
每一本書的索書號可以分為四至五個部份
例如：「GV943.49 .B5 1998」
- 「G」代表大類（G代表地理、人類學、休閒活動）
- 「V」代表大類之下的綱目（GV代表娛樂、休閒）

（在某些特殊例子中，會用上第三個字母代表進一步細分的綱目）
- 「943.49」是綱目之下的細分，可以進一步細分至小數點後。

嚴格而言，只有首三部份才是分類號的組成部份，聯同後兩部份組成索書號：
- 「.B5」是書次號（一般稱為著者號），書次號用以區別同一分類號之下的不同作品，每本作品都有一個獨一無二的書次號。

書次號可以從著者/編者名稱或書名而來（所以稱為著者碼是不準確的說法），按照標準表格（*克特號cutter table）轉換而成。
（注意在這裡的「.」是書次號起點的標示，與上面分類號所用的小數點是兩回事。）
- 「1998」是出版年份，用以區別同一作品的不同版本。

## 具体分类
美国国会图书馆图书分类法的具体分类如下：
| 字母 | 分類                                           | 備註                                                     |
| ---- | ---------------------------------------------- | -------------------------------------------------------- |
| A    | 總類                                           |                                                          |
| B    | 哲学、心理学及宗教                             | 不少心理学内容其实归入了社会科学，如青少年问题、性学等。 |
| C    | 历史学及相关科学总论                           |                                                          |
| D    | 古代史及世界各国史                             |                                                          |
| E    | 美洲历史                                       |                                                          |
| F    | 美國、英國历史；德國、荷蘭、法國及拉丁美洲歷史 |                                                          |
| G    | 地理學、人类学、娛樂                           |                                                          |
| H    | 社会科学                                       |                                                          |
| J    | 政治学                                         |                                                          |
| K    | 法律                                           |                                                          |
| L    | 教育                                           |                                                          |
| M    | 音乐                                           |                                                          |
| N    | 美术                                           |                                                          |
| P    | 语言、文学                                     |                                                          |
| Q    | 科学                                           |                                                          |
| R    | 医学                                           |                                                          |
| S    | 农业                                           |                                                          |
| T    | 科技                                           |                                                          |
| U    | 军事科学                                       |                                                          |
| V    | 航海科学                                       |                                                          |
| Z    | 目錄學、圖書館學、主要資訊資源                 |                                                          |

### A - 总类
- AC 收藏、系列从书、藏本
- AE 百科全书
- AG 字典和其他总类性工具书
- AI 索引
- AM 博物馆、收藏者和收藏品
- AN 报纸
- AP 期刊
- AS 学会和学习性社团
- AY 年鉴、目录
- AZ 学者学识学习史、人文知识

### B - 哲学、心理学、宗教
- B  哲學大綱
- BC 逻辑学大纲
- BD 思辨哲学
- BF 心理学大纲
- BH 美学
- BJ 伦理学
- BL 宗教大纲、神话、理性主义
- BM 犹太教
- BP 伊斯兰教、大同教、见神论等
- BQ 佛教
- BR 基督教
- BS 圣经
- BT 教义学
- BV 实践神学
- BX 基督教教派

### C - 历史学和相关科学总论
- CB 文明史
- CC 考古学大纲
- CD 外交学、档案学、印章学
- CE 技术编年史、日历
- CJ 钱币学
- CN 碑铭、金石学
- CR 纹章学
- CS 家族史学
- CT 人物传记

### D - 世界史（除美国史）
- D 历史大纲
- DA 英国
- DAW 中欧
- DB 奥地利、列支敦士登、匈牙利、捷克斯洛伐克
- DC 法国、安道尔、摩纳哥
- DD 德国
- DE 古希腊罗马
- DF 希腊
- DG 意大利、马耳他
- DH 低地国家、比荷卢
- DJ 荷兰
- DJK 东欧 （总论）
- DK 俄罗斯、苏联、前苏联、波兰
- DL 北欧、斯堪的纳维亚
- DP 西班牙、葡萄牙
- DQ 瑞士
- DR 巴尔干半岛
- DS 亚洲
- DT 非洲
- DU 大洋洲（南大洋）
- DX 吉普赛

### G - 地理、人类学、休闲
- G 地理学大纲、地图册、地图
- GA 数学地理学、地图测绘
- GB 自然地理
- GC 海洋地理
- GE 环境科学
- GF 人文生态学、人类地理学
- GN 人类学
- GR 民俗学
- GT 礼仪与惯例（总论）
- GV 休闲娱乐

### H - 社会科学
- H 社会科学（总论）
- HA 统计学
- HB 经济理论、人口学
- HC 经济史和经济状况
- HD 工业、土地使用、劳动经济
- HE 交通运输和通信
- HF 商业
- HG 金融
- HJ 公共财政
- HM 社会学大纲
- HN 社会发展史和社会状况、社会问题、社会改革
- HQ 家庭、婚姻、女性
- HS 社会：秘密、慈善等
- HT 社群、等级、种族
- HV 社会病理学、社会与公共福利、犯罪学
- HX 社会主义、共产主义、无政府主义大纲

### J - 政治科学
- J 一般性立法与执行文件卷宗
- JA 政治科学（总论）
- JC 政治理论
- JF 政治制度和公共管理
- JJ 政治制度和公共管理（北美）
- JK 政治制度和公共管理（美国）
- JL 政治制度和公共管理（加拿大、拉丁美洲等）
- JN 政治制度和公共管理（欧洲）
- JQ 政治制度和公共管理（亚洲、非洲、大洋洲、太平洋地区等）
- JS 地方政府、城市政府
- JV 殖民地与殖民化、移民迁徙、国际移民
- JX 国际法
- JZ 国际关系

### K - 法律
- K 法学大纲、比较法和统一法、法学
- KB 宗教法总论、比较宗教法、法学
- KBM 犹太法
- KBP 伊斯兰法
- KBR 教会法历史
- KBU 罗马天主教会法、圣座
- KD-KDK 英国与爱尔兰
- KDZ 美洲、北美洲
- KE 加拿大
- KF 美国
- KG 拉丁美洲、墨西哥和中美洲、西印度群岛、加勒比地区
- KH 南美洲
- KJ-KKZ 欧洲
- KL-KWX 亚洲和欧亚地区、非洲、太平洋地区和南极洲
- KZ 国家法律

### L - 教育
- L 教育学大纲
- LA 教育史
- LB 教育理论与实践
- LC 特殊方面教育
- LD 教育组织 - 美国
- LE 教育组织 - 美洲（除美国外）
- LF 教育组织 - 欧洲
- LG 教育组织 - 亚洲、非洲、印度洋岛屿、澳大利亚、新西兰、太平洋岛屿
- LH 大学与学校杂志和文章
- LJ 美国学生组织与社团
- LT 教科书

### M - 音乐
- M 音乐大纲
- ML 关于音乐的文献
- MT 指导与学习

### N - 艺术
- N 视觉艺术大纲
- NA 建筑大纲
- NB 雕塑大纲
- NC 绘画大纲、设计大纲、插图
- ND 油画大纲
- NE 书面媒体
- NK 装饰艺术
- NX 艺术大纲

### P - 语言与文学

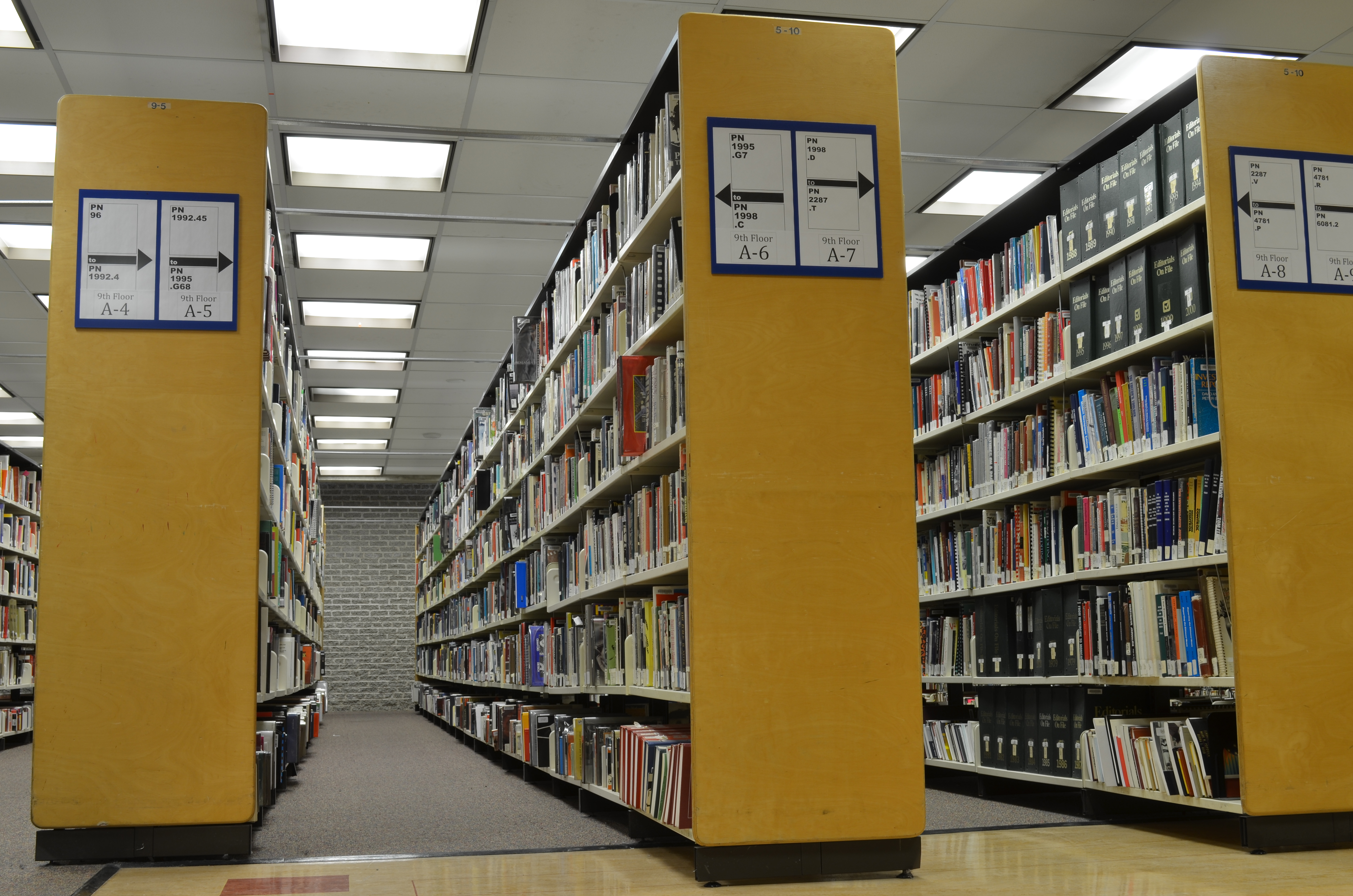
PN分類

- P 文字学、语言学大纲
- PA 希腊语言与文学、拉丁语言与文学
- PB 现代语言、凯尔特语言
- PC 罗曼语言
- PD 日耳曼语、斯堪的纳维亚语言
- PE 英语
- PF 西日耳曼语言
- PG 斯拉夫语、波罗地语、阿尔巴尼亚语
- PH 乌拉尔语、巴斯克语
- PJ 东方语言与文学
- PK 印度伊朗语言与文学
- PL 东亚、非洲和大洋洲语言与文学
- PM 希柏里尔、印第安和人工语言
- PN 文学大纲
- PQ 法语文学、意大利语文学、西班牙语文学、葡萄牙语文学
- PR 英语文学
- PS 美国文学
- PT 德语文学、荷兰文学、1830年以来的弗兰芒语文学、南非语文学、斯堪的纳维亚语文学、古挪威语文学：古冰岛语和挪威语、现代冰岛语文学、法罗语文学、丹麦文学、挪威文学、瑞典文学
- PZ 小说大纲和青少年纯文学

### Q - 科学

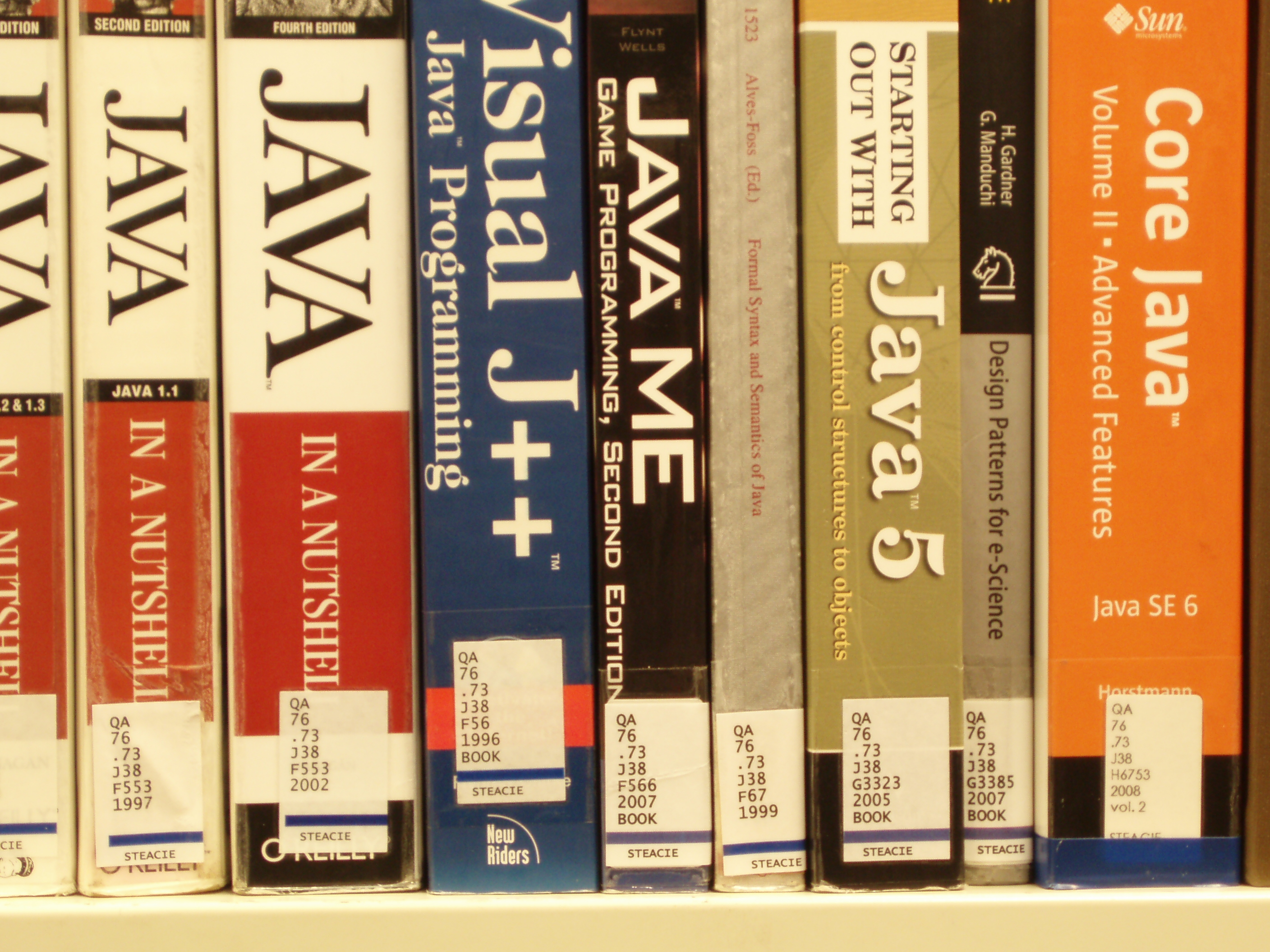
QA分類.

- Q 科学（总论）
- QA 数学
- QB 天文学
- QC 物理学
- QD 化学
- QE 地质学
- QH 自然历史、生物学
- QK 植物学
- QL 动物学
- QM 人体解剖学
- QP 生理学
- QR 微生物学

### R - 医学
- R 医学（总论）
- RA 医学的公共方面
- RB 病理学
- RC 内服药学
- RD 手术学
- RE 眼科学
- RF 耳鼻喉科学
- RG 妇科学和产科学
- RJ 儿科学
- RK 牙科学
- RL 皮肤科学
- RM 药学
- RS 制药学和中药学
- RT 护理学
- RV 植物药学辅助物理治疗
- RX 顺势治疗
- RZ 其他医学系统

### S - 农业
- S 农业（总论）
- SB 种植文化
- SD 林业
- SF 动物养殖文化
- SH 水产养殖、渔业、钓鱼
- SK 狩猎运动

### T - 技术

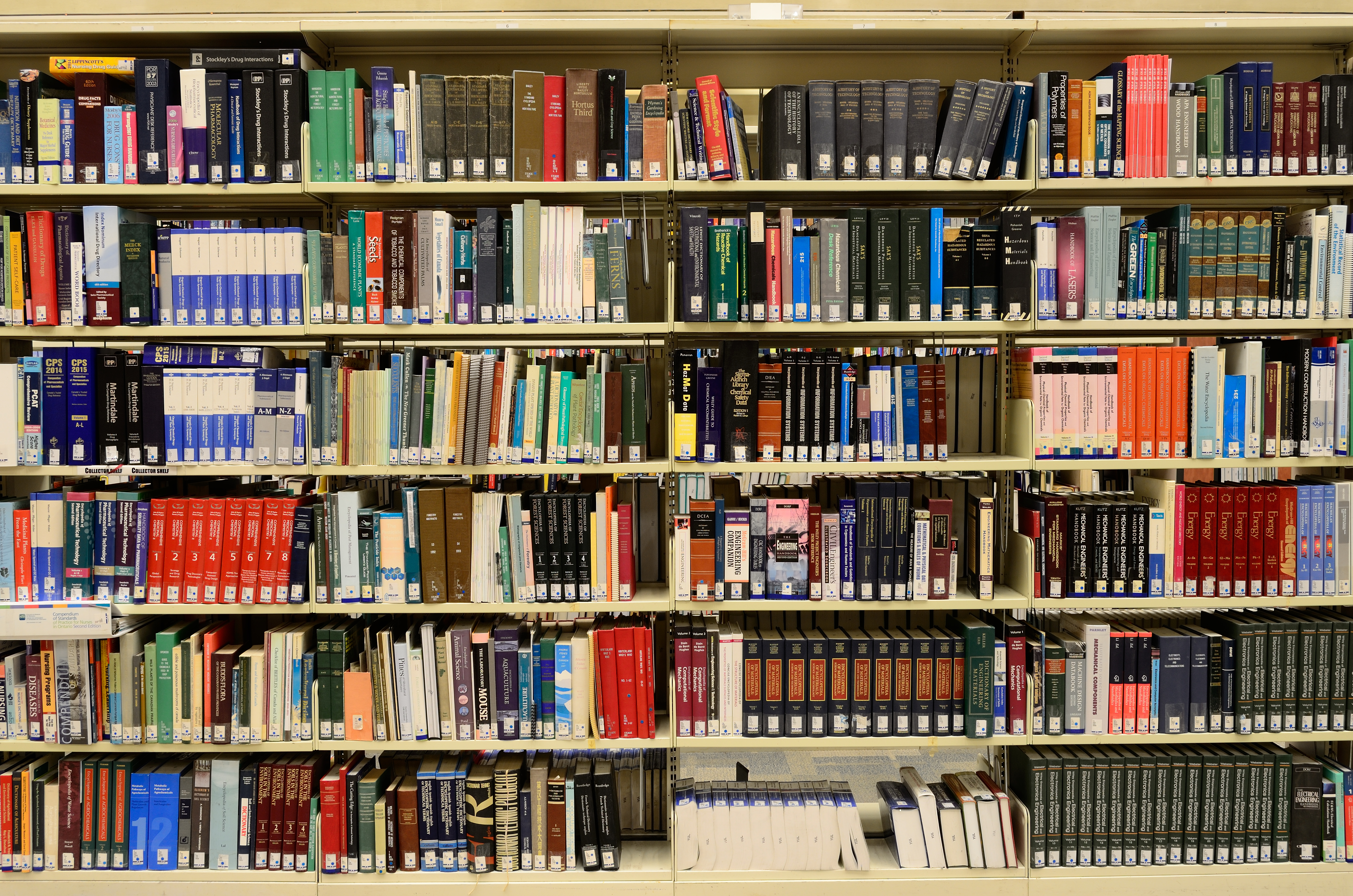
T分類

- T 技术（总论）
- TA 工程学（总论）、土木工程
- TC 大气工程、海洋工程
- TD 环境技术、城市卫生工程
- TE 高速公路、道路和街道工程
- TF 铁路工程和建设
- TG 桥梁工程
- TH 建筑工程
- TJ 机械工程与设备制造
- TK 电力工程、电子、核工程
- TL 汽车、航海、航空
- TN 采矿工程、冶金学
- TP 化学技术
- TR 摄影技术大纲
- TS 制造
- TT 手工业、艺术与工艺
- TX 家政学

### U - 军事科学
- U 军事科学大纲
- UA 军队：组织、分布、军事状况
- UB 军事管理
- UC 补给与运输
- UD 步兵
- UE 骑兵、装甲兵
- UF 火炮
- UG 军事工程、空军
- UH 其他服务

### V - 海军科学
- V 海军科学（总论）
- VA 海军：组织、分布、海军状况
- VB 海军管理
- VC 海军养护
- VD 海军人员
- VE 海军船舶
- VF 海军补给
- VG 海军其他服务
- VK 航海、商用船舶
- VM 海军建筑、造船、海洋工程

### Z - 目录学, 图书馆科学
- Z 图书（总论）、写作、古文字学、图书业和贸易、图书馆学、目录学
- ZA 信息资源（总论）

## 外部連結
- 美国国会图书馆图书分类法主頁 （页面存档备份，存于）
- 西文編目規範標準–美國國會分類法
- 香港科技大學圖書館有關本分類的詳細解釋(英語)